# Videotex

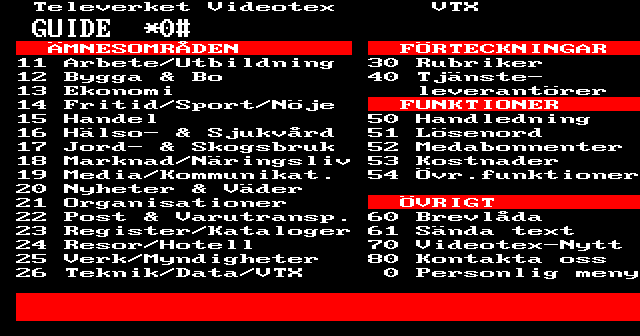
Startsida för svenska videotexsystemet

Videotex (initialt kallat Teledata) var en modembaserad Text-TV-liknande teknik som har beskrivits som en föregångare till Internet, och också kan jämföras med  BBS:er. Systemet tillhandahöll textinformation från företag och myndigheter via telefonnätet till särskilda terminaler, och visades på en TV-skärm. Engelsmannen Samuel Fedida uppfann Videotexsystemet 1974. I England lanserades tjänsten under namnet Prestel, och fick viss framgång i några år. I Frankrike, under namnet Minitel, rönte systemet framgång eftersom man erbjöd gratis terminaler och tillgång till telefonkatalogen.

## Sverige
Under 1980-talet utvecklade svenska Televerket ett eget videotexsystem. Användarna (både företag och privatpersoner) kunde nå centralt lagrad text och enkel grafik via telenätet, och ta del av informationen genom en bildskärmsterminal eller TV.
I september 1982 lanserade Televerket tjänsten under namnet Datavision. Den riktades då mot företag, offentlig förvaltning och organisationer. Televerket tillhandahöll nätet och datorsystemen, men samarbetade med flera paraplyföretag för att fylla tjänsten med information. Däribland fanns Telebild och Postens informationstjänst Postel. År 1984 fanns det i Datavision cirka 30 000 informationssidor och 70-80 informationslämnare, varav 13 befann sig utanför Telebild eller Postel. Systemet hade då cirka 2000 abonnentnummer och uppskattningsvis mellan 4000 och 6000 terminaler. Systemet kunde hantera 64 samtidiga användare, men utökades runt 1984 till en kapacitet för 400 samtidiga användare. Senare ändrades namnet från Datavision till det internationellt gångbara Videotex.
Informationen presenterades i en trädliknande sidstruktur och hade en grafisk form som påminner om Text-TV. Svenska massmedieföretag, bland dem TT och flera landsortstidningar, engagerade sig tidigt i den nya tekniken, bland annat med nyhetstjänster. Tekniken begränsades av låga överföringshastigheter och att den enkla grafiken inte tillät några bilder. Bland de tjänster som överlevde längst fanns en koppling till bilregistrets databas. Videotex kan trots sin enkla utformning och sina övriga brister ses som ett förstadium till de internetbaserade informationstjänster som utvecklades senare, från och med andra halvan av 1990-talet.
Videotex fick ingen framgång i Sverige och lades därför ner 1993. Teleguide lanserades som ersättare. 